# Republic XF-84H Thunderscreech
Republic XF-84H Thunderscreech byl experimentální turbovrtulový stíhací letoun vyvinutý americkým leteckým výrobcem Republic Aviation Company. První let absolvoval roku 1955. Postaveny byly dva prototypy. Program byl zrušen roku 1956. XF-84H byl první letoun vybavený pomocnou náporovou turbínou RAT (Ram Air Turbine), sloužící jako nouzový zdroj energie při výpadku pohonu.

## Historie

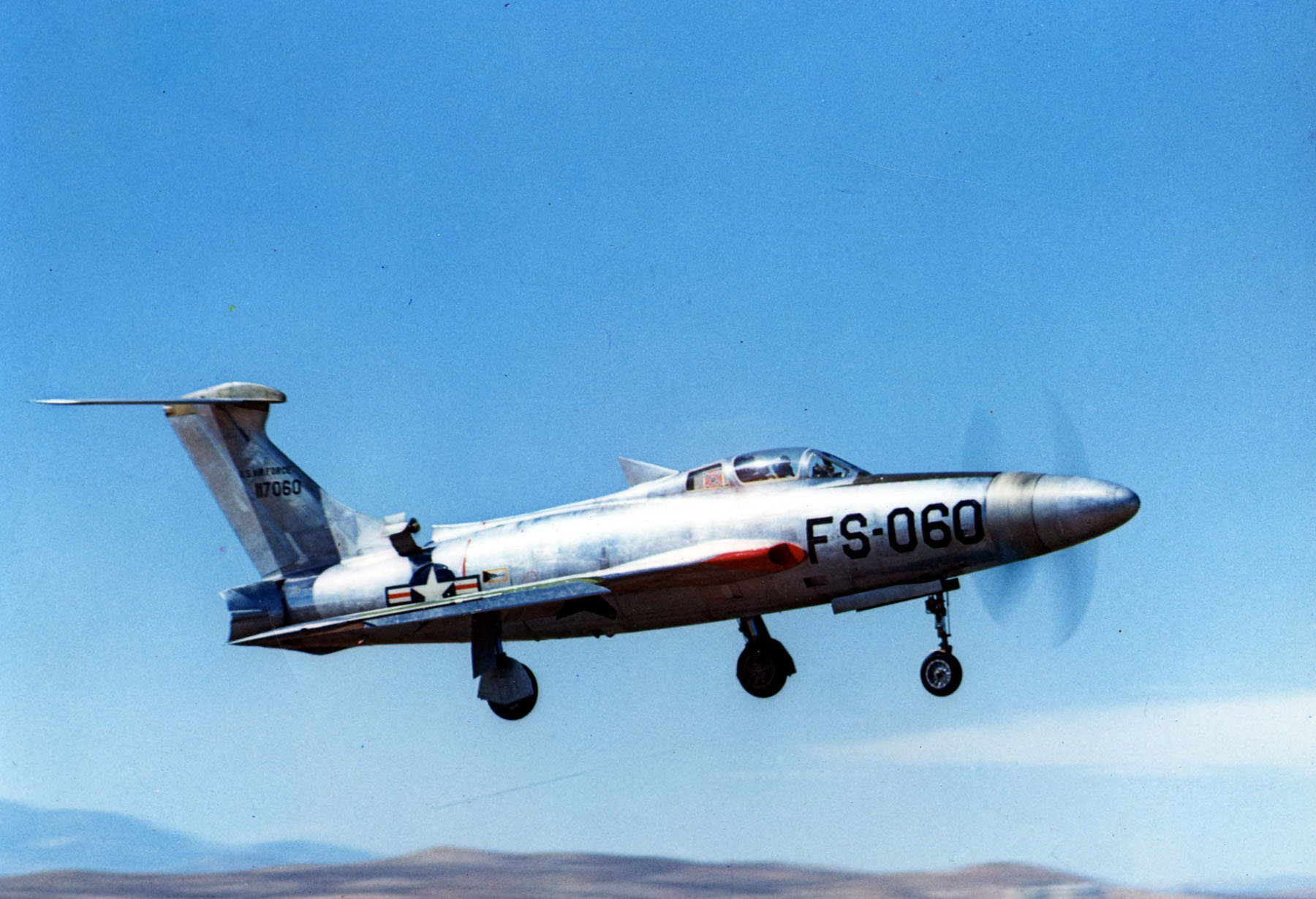
Druhý prototyp Republic XF-84H Thunderscreech za letu. V kořeni svislé ocasní plochy je patrná vyklopená pomocná náporová turbína RAT.

Roku 1951 vznikl společný program amerického letectva a námořnictva na vývoj dálkového stíhacího letounu s turbovrtulovým pohonem. Díky tomuto pohonu měl mít mnohem větší dolet než tehdejší proudové stíhací letouny. Projekt nejprve dostal označení XF-106, později změněné na XF-84H. Označení odkazovalo k tomu, že společnost Republic letoun vyvinula na základě svého proudového stíhacího bombardéru Republic F-84F Thunderstreak a jeho průzkumné verze RF-84F Thunderflash.
Pro XF-84H bylo přejato především šípové křídlo se střední částí trupu, kabinou a podvozkem. Nová byla příď s mohutným vrtulovým kuželem a záď s ocasními plochami, přičemž plovoucí svislá ocasní plocha měla tvar T. Za pilotní kabinu byla přidána stavitelná trojúhelníková ploška, sloužící k vyrovnávání kroutícího momentu třílisté vrtule, jejíž konce se pohybovaly nadzvukovou rychlostí. Letoun poháněl turbovrtulový motor Allison T40 (de facto zdvojený Allison T38 napojený na společný reduktor), který měl pohánět i další typy letadel amerického námořnictva (například Convair R3Y Tradewind). Motor byl umístěn netradičně za pilotní kabinou a vstupy vzduchu pro něj byly přidány v kořenech křídla. Do výstupní roury motoru bylo instalováno přídavné spalování, ale za letu nebylo vyzkoušeno.

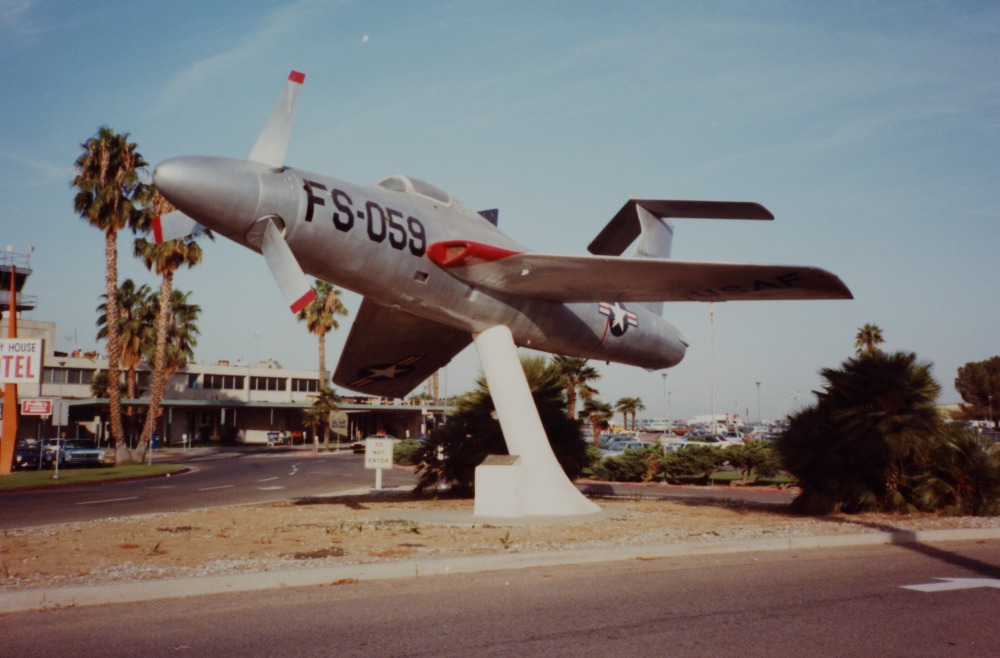
První prototyp XF-84H vystavený na letišti Bakersfield na snímku ze září 1982

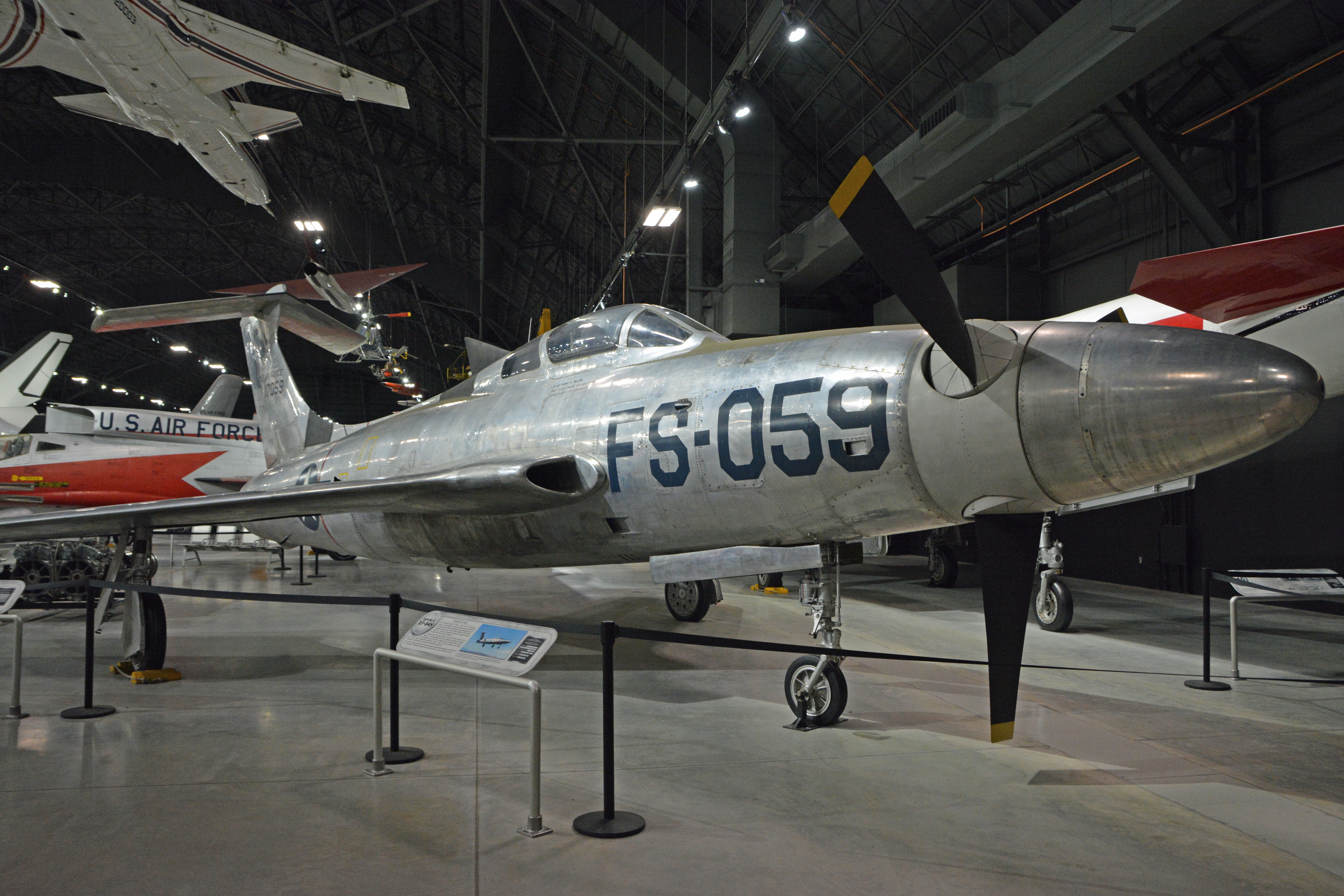
První prototyp XF-84H vyfocený roku 2018 v Národním muzeu Letectva Spojených států amerických

Ze čtyř objednaných prototypů (tři pro letectvo, jeden pro námořnictvo) byly dokončeny pouze dva pro letectvo. První prototyp XF-84H (FS-059, sériové číslo 51-17059) poprvé vzlétl 22. července 1955. Zanedlouho následoval druhý prototyp XF-84H (FS-060, sériové číslo 51-17060), který měl mechanizaci křídla doplněnou o sklopné náběžné hrany.
Oba letouny absolvovaly pouze dvanáct zkušebních letů, z toho provedl osm první a čtyři druhý prototyp. Testovací lety prováděli zkušební piloti společnosti Republic Hank Beaird (jedenáct letů) a Lin Hendrix (jeden let). Zejména kvůli nevyzrálému motoru skončilo jedenáct letů předčasným až nouzovým přistáním. Kromě problematického motoru se XF-84H vyznačoval i obrovskou hlučností. Při motorové zkoušce byl slyšet až čtyřicet kilometrů daleko. Lidé v jeho blízkosti trpěli nevolností, nechránění lidé až omdlévali.
Z programu nejprve odstoupilo námořnictvo reagující tak na problémy s vývojem motoru. Letectvo ve zkouškách pokračovalo. Program byl zrušen roku 1956.
První prototyp byl umístěn jako pomník na letišti Bakersfield. Roku 1992 jej získalo Národní muzeum Letectva Spojených států amerických nacházející se na Wrightových–Pattersonově základně poblíž Daytonu v Ohiu. V muzeu letoun prošel renovací.

## Specifikace (XF-84H Thunderscreech)

### Technické údaje
Citováno dle
- Osádka: 1
- Rozpětí: 10,21 m
- Délka: 15,7 m
- Výška: 4,69 m
- Nosná plocha: 30,75 m2
- Hmotnost prázdného letounu: 8132 kg
- Maximální vzletová hmotnost: 12 293 kg
- Pohonná jednotka: 1× turbovrtulový motor Allison T40
- Výkon pohonné jednotky: 4300 kW

### Výkony
- Maximální rychlost: 820 km/h
- Dostup: 14 600 m
- Dolet: 3200 km